# Ferenc Csik
Ferenc Csik (Kaposvár, 12 december 1913 – Sopron, 29 maart 1945) was een Hongaars zwemmer.

## Biografie
Ferenc Csik, wiens vader stierf tijdens de Eerste Wereldoorlog, werd geboren als Ferenc Lengvári. Hij wijzigde in 1924 zijn achternaam in Csik, naar de naam van zijn stiefvader (László Csik, een arts uit Boedapest).
Csik begon in 1930 met zwemmen en nam - tijdens zijn studie - deel aan de Europese kampioenschappen zwemmen 1934. Hij won daar twee gouden medailles, op de 100 meter vrije slag en op de 4x200 meter vrije slag met het Hongaarse team.
Hij nam twee jaar later ook deel aan de Olympische Zomerspelen 1936 in Berlijn ('Hitlers Spelen'). Csik werd daar olympisch kampioen op de 100 meter vrije slag, waarmee hij onder meer de topfavoriet Peter Fick en drie Japanse zwemmers versloeg. Daarnaast won hij met het Hongaarse team ook een bronzen medaille op de 4x200 meter vrije slag.
Na zijn middelbareschoolopleiding in Keszthely studeerde Csik geneeskunde in Boedapest. Hij rondde in 1937 zijn opleiding af. Csik stierf in 1945 tijdens een luchtaanval in Sopron terwijl hij in zijn hoedanigheid als arts een gewonde man aan het helpen was.

## Onderscheidingen
- 1983: opname in de International Swimming Hall of Fame[2]

## Erelijst
- Olympische Zomerspelen: 1x , 1x
- Europese kampioenschappen zwemmen: 2x

1896: Alfréd Hajós ·
1908: Charles Daniels ·
1912: Duke Kahanamoku ·
1920: Duke Kahanamoku ·
1924: Johnny Weissmuller ·
1928: Johnny Weissmuller ·
1932: Yasuji Miyazaki ·
1936: Ferenc Csik ·
1948: Walter Ris ·
1952: Clarke Scholes ·
1956: Jon Henricks ·
1960: John Devitt ·
1964: Don Schollander ·
1968: Mike Wenden ·
1972: Mark Spitz ·
1976: Jim Montgomery ·
1980: Jörg Woithe ·
1984: Rowdy Gaines ·
1988: Matt Biondi ·
1992: Aleksandr Popov ·
1996: Aleksandr Popov ·
2000: Pieter van den Hoogenband ·
2004: Pieter van den Hoogenband ·
2008: Alain Bernard ·
2012: Nathan Adrian ·
2016: Kyle Chalmers ·
2020: Caeleb Dressel ·
2024: Pan Zhanle